# Mémorial Carlo Valentini
Le Mémorial Carlo Valentini est une course cycliste italienne qui se déroule au mois d'avril autour de Camponogara, en Vénétie. Elle est organisée par l'US Fausto Coppi Gazzera. 

## Palmarès depuis 2003
| Année | Vainqueur             | Deuxième                | Troisième         |
| ----- | --------------------- | ----------------------- | ----------------- |
| 2003  | Massimiliano Scipioni | Alessandro Bertuola     | Marco Pederzani   |
| 2004  | Harald Starzengruber  | Marco Righetto          | Mattia Vacciari   |
| 2005  | Honorio Machado       | Oscar Gatto             | Paolo Praturlon   |
| 2006  | Alan Marangoni        | Vincenzo Di Rella       | Andrea Giacomin   |
| 2007  | Bernardo Riccio       | Enrico Cecchin          | Manuel Belletti   |
| 2008  | Andrea Grendene       | Michele Merlo           | Fabrizio Amerighi |
| 2009  | Marco Benfatto        | Luca Dugani Flumian     | Cristian Guidolin |
| 2010  | Andrea Peron          | Sonny Colbrelli         | Manuel Fedele     |
| 2011  | Cristian Rossi        | Marco Benfatto          | Davide Gomirato   |
| 2012  | Rino Gasparrini       | Loris Paoli             | Andrea Dal Col    |
| 2013  | Paolo Simion          | Sebastiano Dal Cappello | Marco Mazzetto    |
| 2014  | Nicolas Marini        | Alessandro Forner       | Marco Gaggia      |
| 2015  | Nicola Toffali        | Nicola Rossi            | Marco Maronese    |
| 2016  | Marco Maronese        | Marco Gaggia            | Seid Lizde        |
| 2017  | Simone Zanni          | Mattia Marcelli         | Giovanni Lonardi  |